# Karauli (Distrikt)
Der Distrikt Karauli (Hindi करौली जिला) ist ein Distrikt im westindischen Bundesstaat Rajasthan.
Die Fläche beträgt 5.043 km². Verwaltungssitz ist die gleichnamige Stadt Karauli.

## Bevölkerung
Die Einwohnerzahl liegt bei 1.458.459 (2011), mit 784.943 Männern und 673.516 Frauen.